# غونين سيغيف
غونين سيغيف (بالعبرية: גונן שגב‏) (من مواليد 6 يناير 1956) هو وزير سابق للحكومة الإسرائيلية، عضو الكنيست وطبيب الأطفال. وقد أدين بمحاولة تهريب المخدرات والتزوير والاحتيال في التجارة الإلكترونية. في مايو 2018 تم القبض عليه كمشتبه به في التجسس لحساب إيران.

## النشأة
ولد سيغيف وترعرع في كريات موصقين. بدأ خدمته العسكرية الإجبارية في الجيش الإسرائيلي باتباع الدورة التدريبية للقوات الجوية الإسرائيلية، لكنه تركها وانتقل إلى وحدة قتالية، حيث حصل على رتبة نقيب. درس الطب في جامعة بن غوريون في النقب وحصل على شهادة الدكتوراه في الطب. عمل كطبيب خاص وكمزارع في تل عدشيم.

## الحياة السياسية
في أوائل التسعينات، كان سيغيف نشطا في حزب تسوميت الذي أسسه رافائيل إيتان. في عام 1992 تم انتخابه في الكنيست الثالثة عشرة، بعد أن فاز تسوميت بـ 8 مقاعد.